# 玉手山古墳群
Lua エラー モジュール:Location_map 内、447 行目: 緯度の値が指定されていません。
玉手山古墳群（たまてやまこふんぐん）は、大阪府柏原市にある古墳群。大和川と石川との合流点の東南に、南北にのびる玉手山の洪積丘陵上に点在する古墳群である。

## 概要
玉手山古墳群は3種類の古墳群によって構成されている。第1は古式古墳群（古墳時代前期の古墳群）である。13基の前方後円墳と20数基の円墳があり、それらは丘陵全体に分布する。竪穴式石室を主体設備とし、鏡・玉・刀剣、工具類を副葬していた。丘陵中腹の安福寺境内には、古墳群から発掘された直弧文のある割竹形石棺が手水鉢に利用されている。畿内地方でも、古式古墳がこのように大群集の様相をとることは、きわめて稀なことである。第2は、丘陵の西麓に近く凝灰岩層があって、この部分では横穴墓が山腹に掘り込まれている。横穴墓の実数は不明であるが数十基と推定される。石棺を作りつけたり、陶棺を用いたりしており、後期の副葬品が発見された。第3は、横穴式石室を主体として家型石棺を安置した後期古墳が1基ある。したがって玉手山古墳群とよんでも、1と2・3の古墳の間には本質的な相異を認めなければならない。

## 一覧

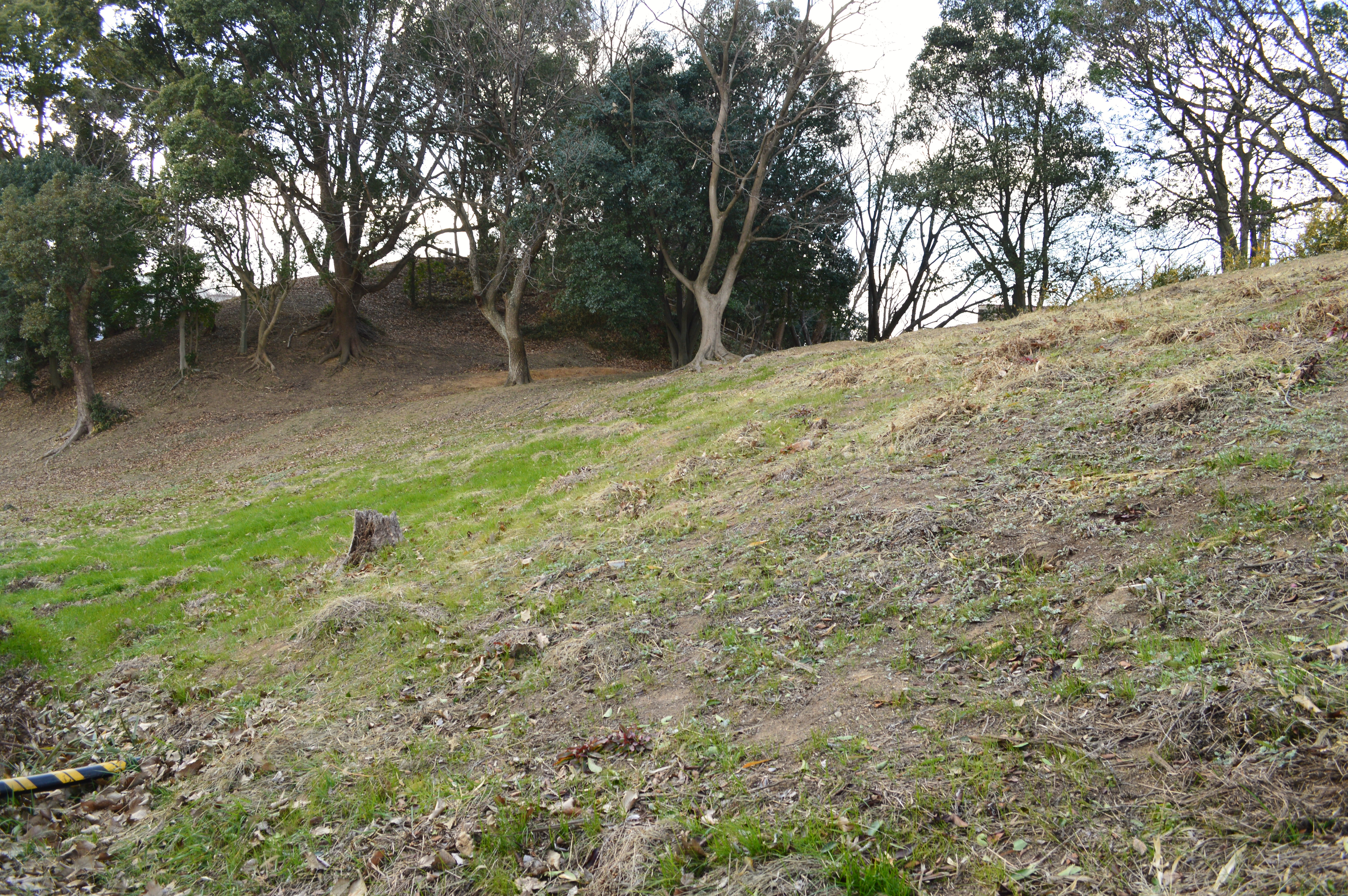
1号墳

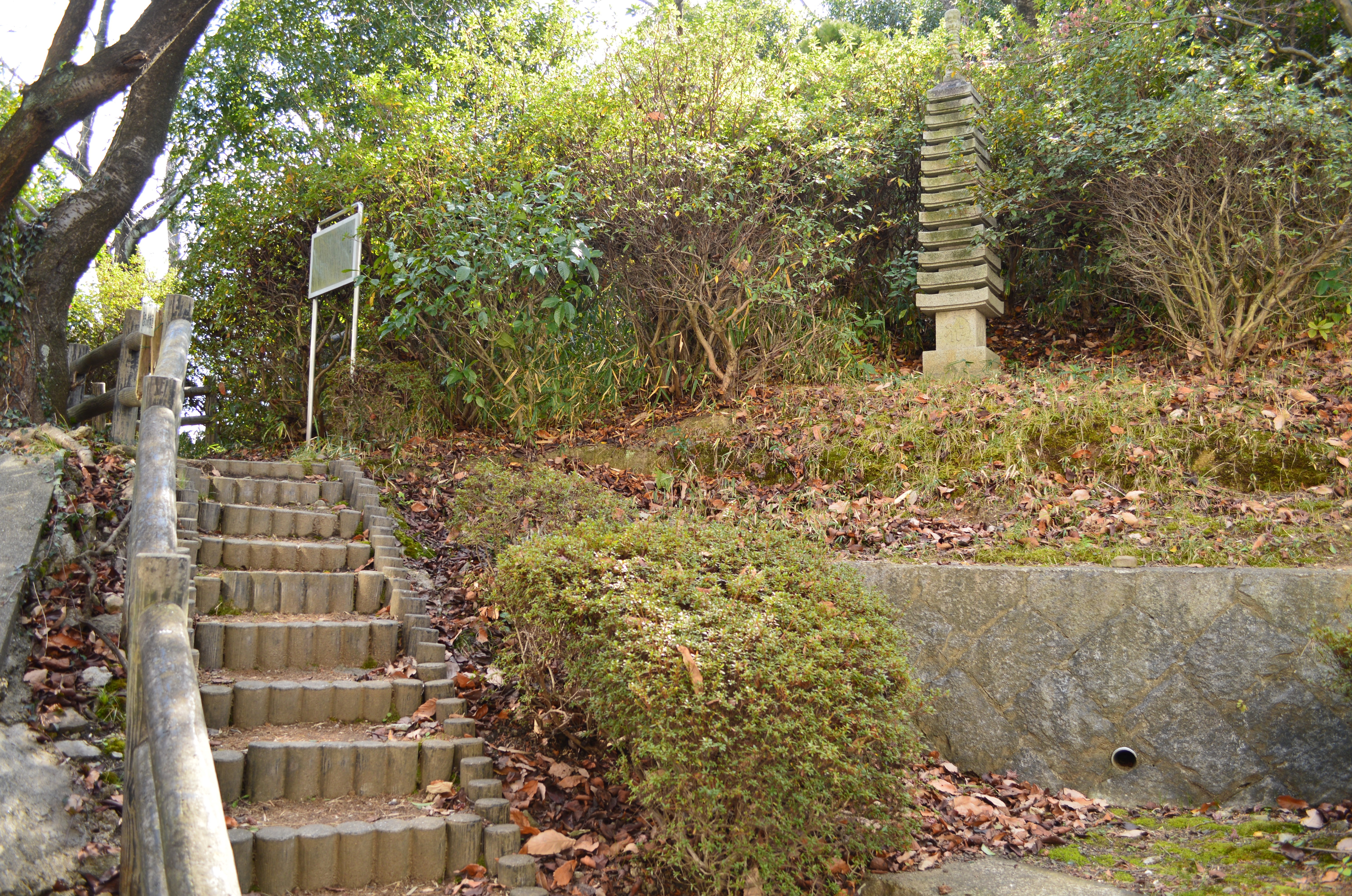
3号墳

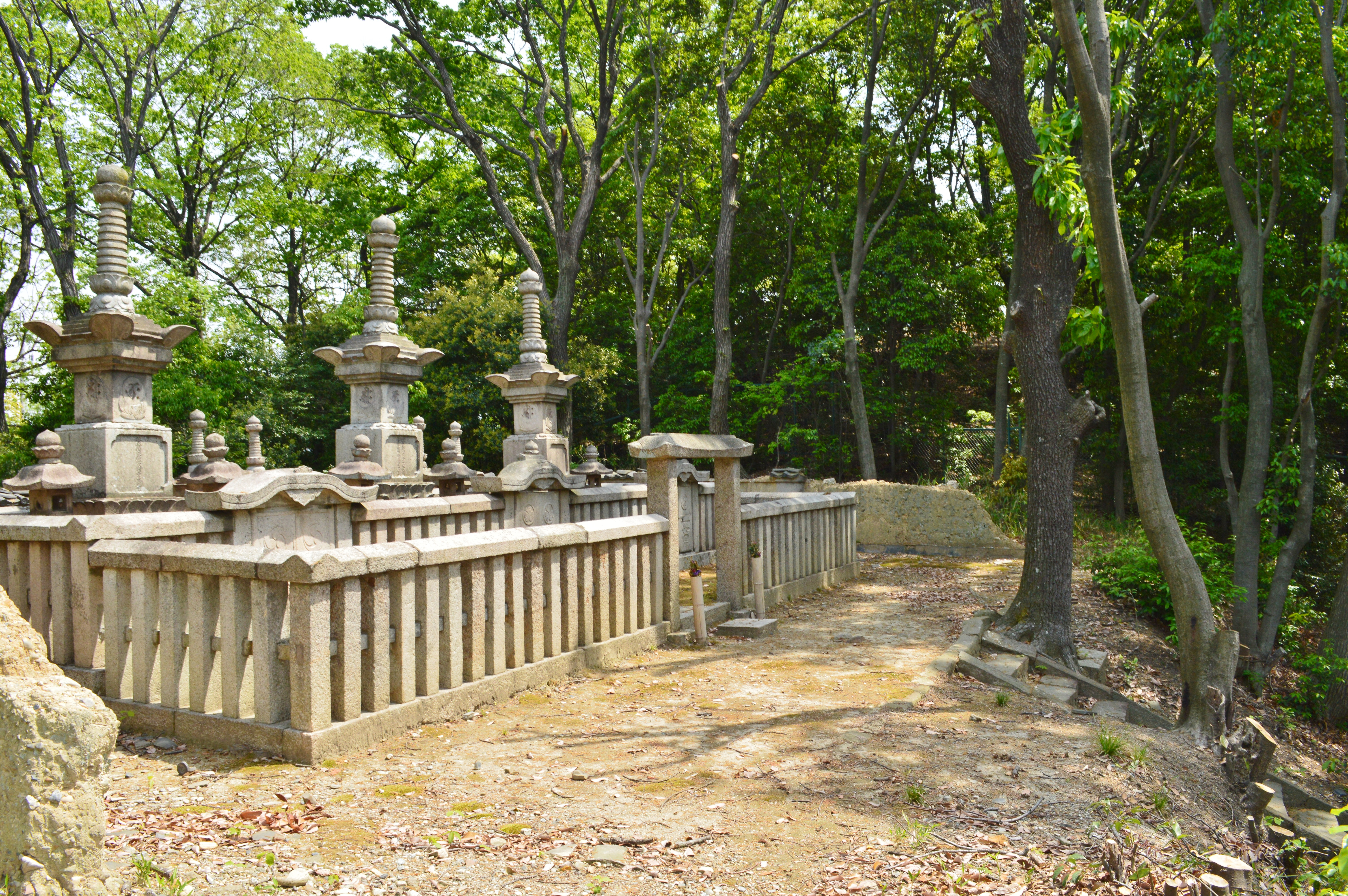
7号墳

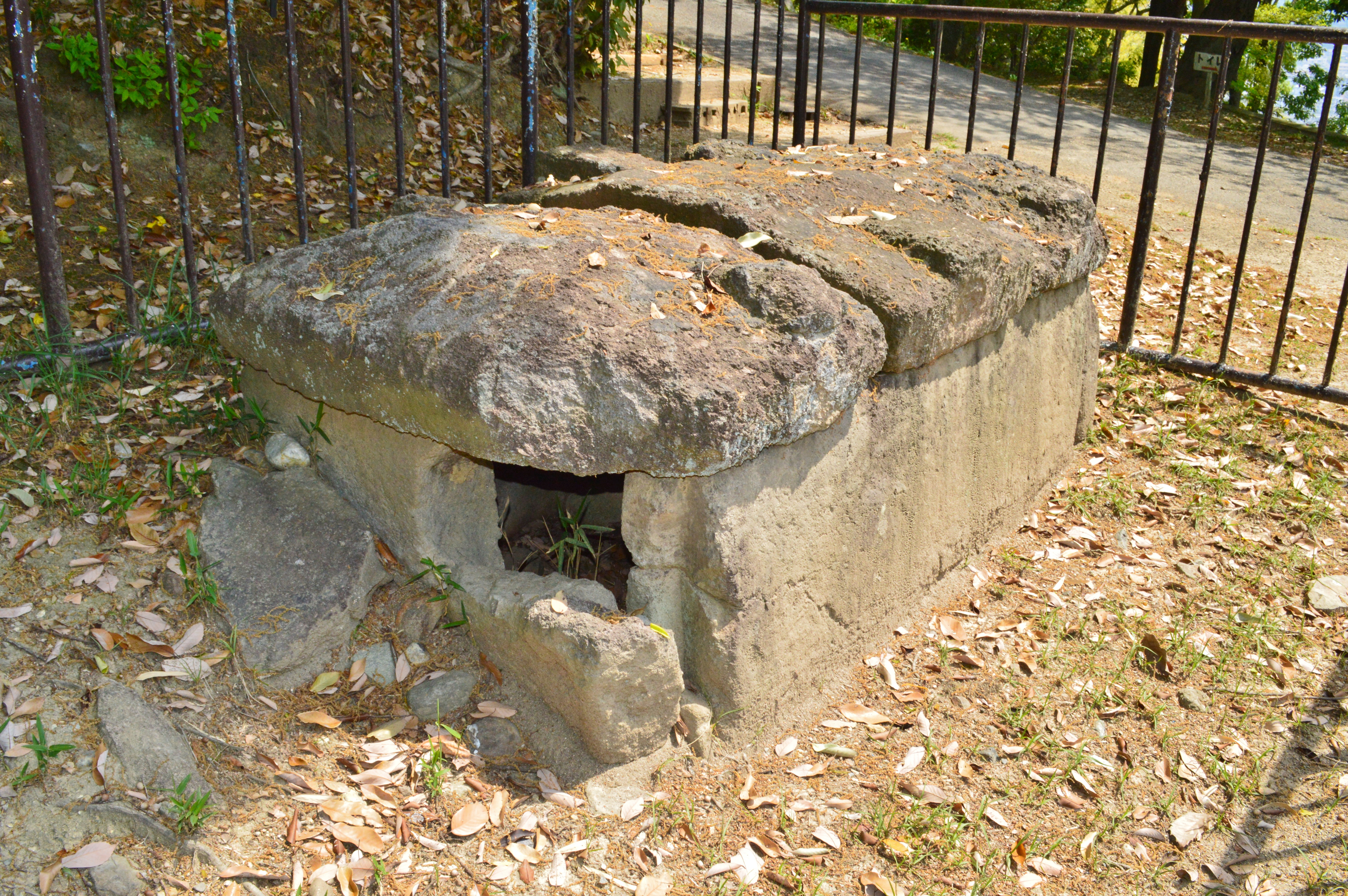
5号墳 家形石棺
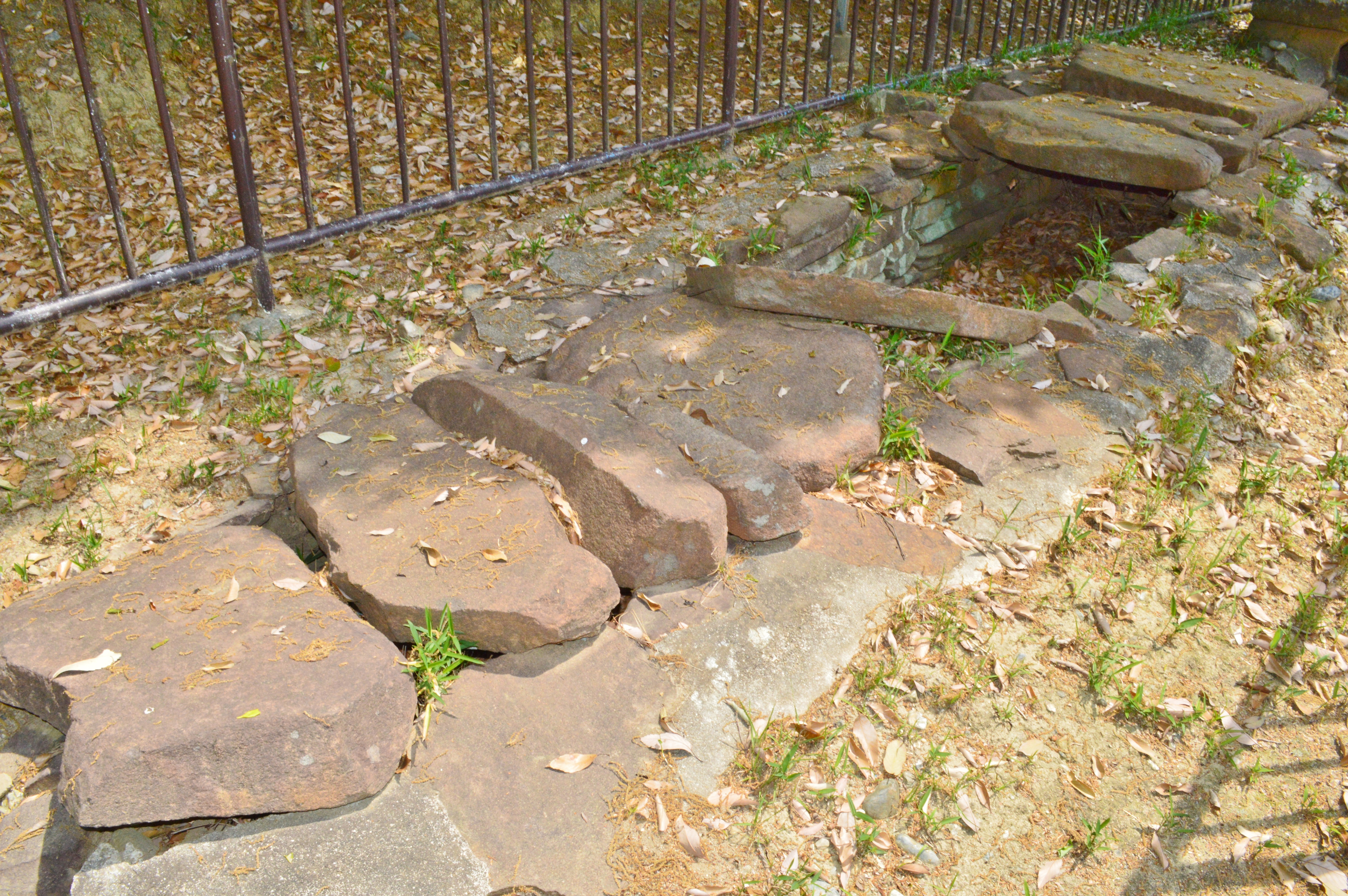
6号墳 東竪穴式石室
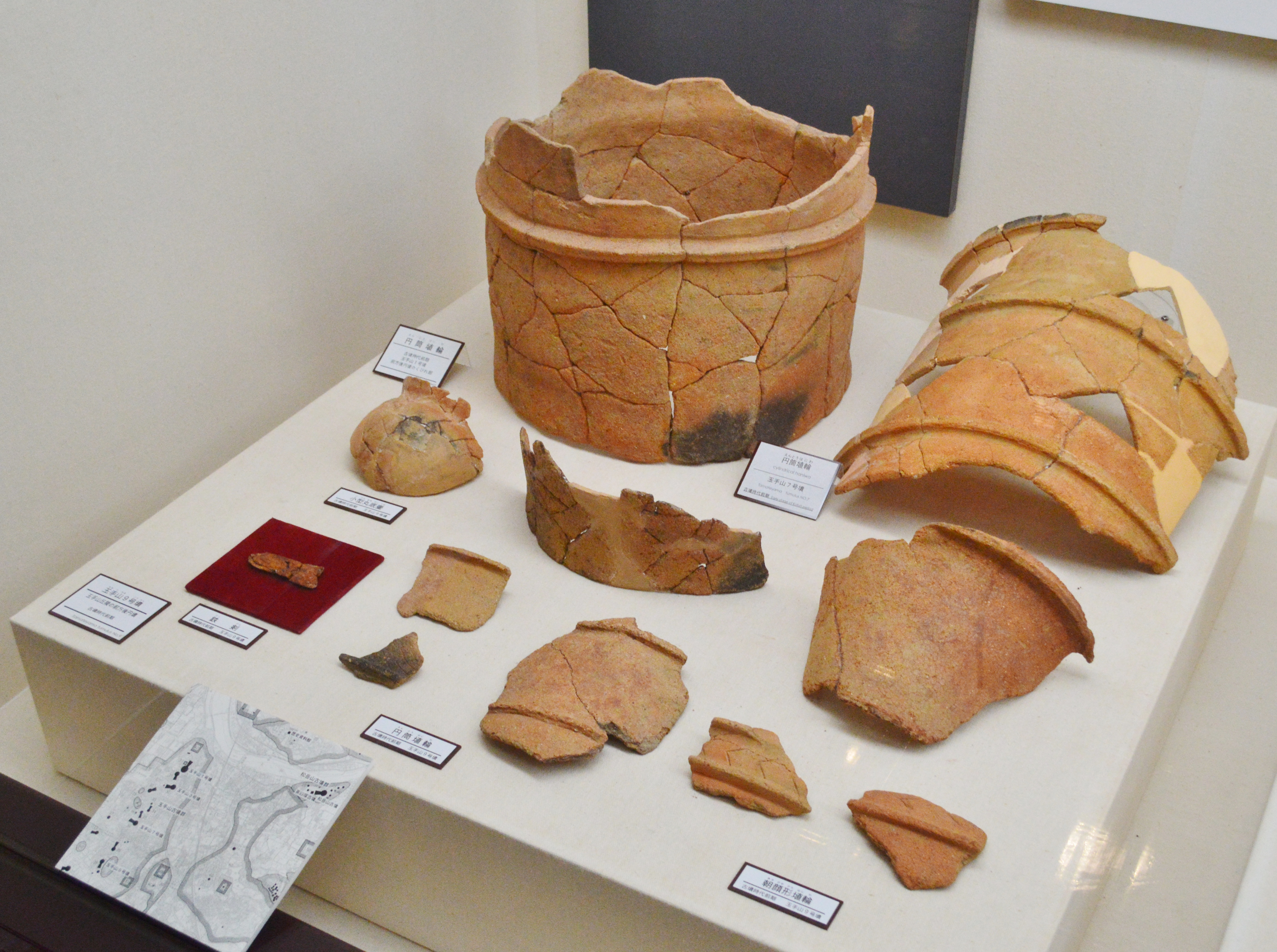
玉手山古墳群出土品 柏原市立歴史資料館展示。

1号墳（小松山古墳）
全長107メートルの前方後円墳である。後円部墳頂には竪穴式石室の存在が推定されている。また、前方部でも粘土郭1基の存在が確認されている。後円部の墳丘基底部に接して、円筒埴輪棺が1基発掘されている。柏原市指定文化財（史跡）。

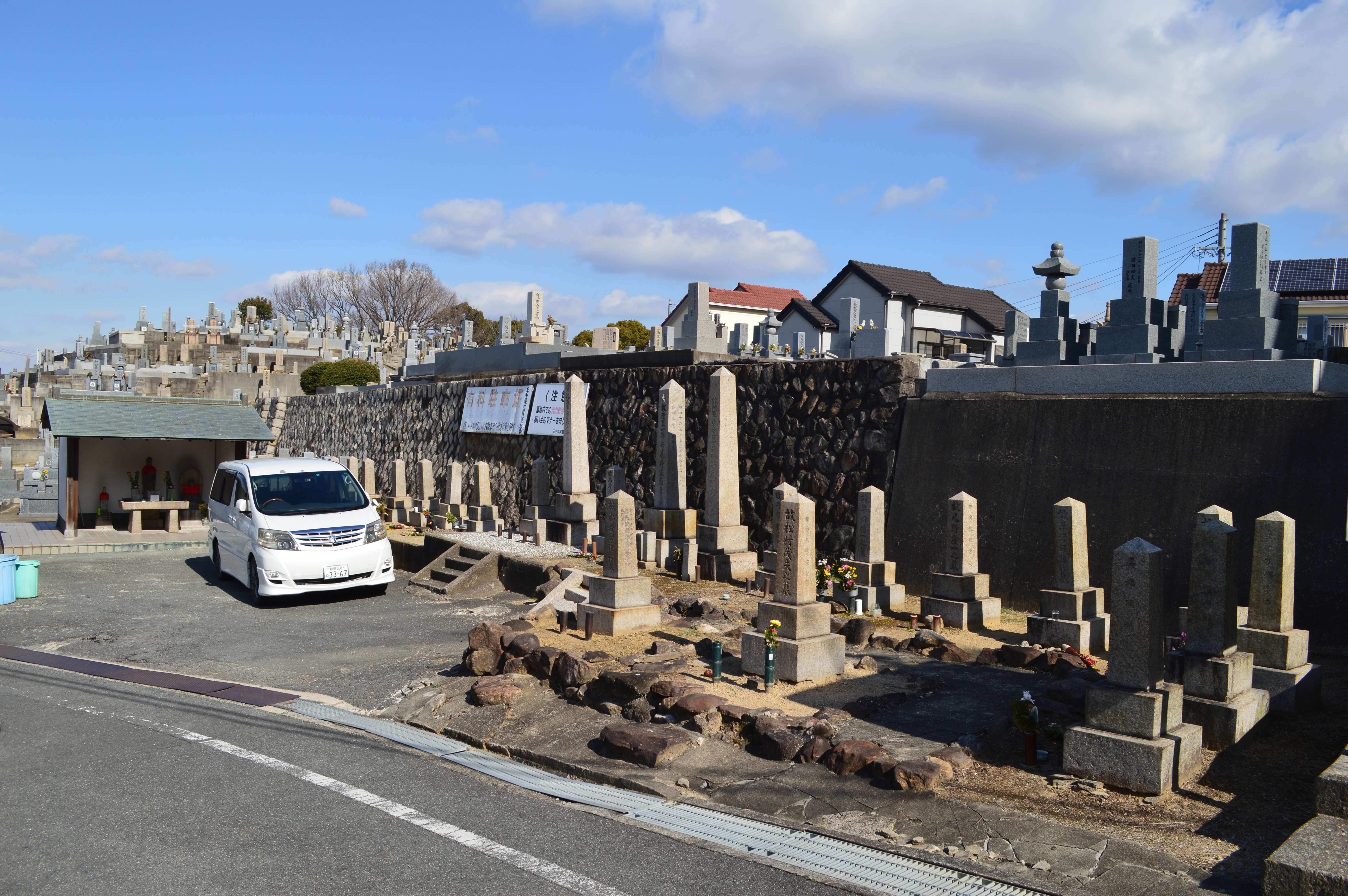
2号墳
全長80メートル前後の前方後円墳である。墳丘全面が墓地となっているため、これまでに調査はなされていない。板石が散布するので、竪穴式石室の存在が指摘されている。最近の地元住民の証言により刳抜式の石棺が存在したことが判明したが、実物は墓地のコンクリートに覆われているようである。
3号墳（勝負山古墳）
前方部を削平されて大きく損壊しているが、墳丘長95メートル以上に復元できる前方後円墳である。レーダー探査により後円部墳頂の平坦面南寄りに竪穴式石室があるのは確実とされている。
4号墳
全長50-60メートルの前方後円墳と推定されるが、開発により消滅している。消滅する前に1960年に発掘調査が行なわれており、粘土槨が検出されている。その墓坑の平面は隅丸方形で、長さ6メートル、幅約3メートル、底部の幅約2.5メートル。墓坑底には25センチの厚さに礫が敷き詰め、その1部に板石を敷き粘土槨が設置されている。木棺は長さ約5メートル、幅は北端で0.9メートル、南端で0.75メートル。頭位と思われる北側の棺床には朱が塗布されていた。棺床部分の湾曲が弱いので割竹形木棺とは別の形の棺を考えるべきようである。副葬品は棺内から硬玉製勾玉、碧玉製管玉、紡錘車が出土している。また粘土槨に塗りこめるような状態で鉄鏃、銅鏃、鉄刀、鉄剣、斧などの鉄製品が出土している。また粘土槨の北東部上面から直弧文を配した漆塗りの盾や鉄鏃、銅鏃などが出土している。なお墳丘の調査は全くされなかったようである。
5号墳（鏡割古墳）
全長75メートルの前方後円墳である。開発に伴って緊急に調査され、現存しない。後円部中央から竪穴式石室、その西側に粘土槨、前方部では北側と南側で粘土槨が確認されている。後円部竪穴式石室は過去の盗掘により多くの遺物が失われたと考えられるが、碧玉製管玉、鍬形石、巴形銅器、銅鏃、鉄斧などが出土している。その西側の粘土槨は採土工事により大半が破壊されていたが、粘土槨の断面に湾曲する朱の層が認められたことから、棺は割竹形木棺であったことが確認されている。副葬品は斧、ヤリガンナ、鎌などの鉄製工具類が出土している。前方部北側粘土槨からは、紡錘車、鉄刀、鉄剣、鉄工具類などが出土している。前方部南側の粘土槨からは石釧、ヤリガンナが出土している。
6号墳（すべり台古墳）
前方部を南南西に向ける全長95メートルの前方後円墳である。1960年に関西大学によって1・4号墳とともに調査されている。後円部で中央と東側で2基の竪穴式石室が検出されている。中央竪穴式石室からは半円形獣帯鏡、石釧、管玉　冑小札、半円方形帯環状乳神獣帯鏡、小形管玉、ガラス小玉が出土している。東の竪穴式石室からは内行花文鏡、硬玉製勾玉、碧玉製勾玉、鉄刀、刀子、大形板状鉄斧、鉄斧、錐、ヤリガンナ、鉄鏃、タガネなどが出土している。
7号墳（後山古墳）
全長110メートルの前方部を西北西に向けた前方後円墳である。2000年より大阪市立大学により範囲確認調査などが行なわれ、後円部中央に長さ約7メートル、幅約6メートルの墓坑が存在するのが確認されているがその内側にあるはずの竪穴式石室は確認されなかった。粘土槨あるいは石棺直葬の形をとるのかも知れない。また墓坑の南西でこの墓坑を切る粘土槨が確認されている。粘土槨の墓坑は、長さ7.4メートル、幅3.8メートルである（詳細は「玉手山7号墳」参照）。
8号墳（東山古墳）
全長80メートルの前方部を北に向けた前方後円墳である。墳丘の東西の斜面が地滑りでかなり損傷している。かつて竪穴式石室が盗掘を受けたという。
9号墳（クサダ谷古墳）
前方部を南に向けた全長64.6メートルの前方後円墳である。後円部に竪穴式石室が存在し1982年に調査された。激しく盗掘されていたため副葬品などの遺物はほとんど皆無で、石室もかなり損傷を受けていた。竪穴式石室は長さ5.58メートル、北端で1.28メートル、南端で0.92メートルの長台形の平面である。割竹形木棺が置かれていた痕跡が一部に残り、直径80センチあったことが判明している。
10号墳（北玉山古墳）
別名、北玉山古墳とも呼ばれる、全長48.5メートルの前方後円墳である。1952年に関西大学の末永雅雄らによって竪穴式石室が調査されている。また1966年には大阪府教育委員会によって前方部の粘土郭が調査されていたが、西名阪自動車道建設によって破壊されている。後円部石室内法は長さ5.5メートル、幅0.9メートル、高さ1.1メートルある。出土遺物は、鉄刀、鉄剣、鉄鉾、鉄鏃、刀子、鎌、鍬、斧など多数の鉄器が出土している。前方部の粘土槨には割竹形木棺またはそれ以外の種類の木棺が安置された形跡があり、その木棺の痕跡は長さ4.5メートル、幅は0.55-0.6メートル、高さは0.4メートルあった。副葬品は捩文鏡1面、鉄剣1本が出土した。
11号墳
12号墳（駒ヶ谷北古墳）
全長55メートルの前方部を南西に向けた前方後円墳であった推定されている。1964年に大阪大学によって調査されたが、その後、破壊されている。後円部には粘土槨があり、その中に割竹形木棺の棺身材が一部残存していた。長さは6メートル以上、幅は60-66センチあった。副葬品は方格規矩鏡1面、鉄刀2本、鉄鏃、鎌状の農具片があった。
13号墳（狐塚古墳）
全長約92メートル、前方部を南南東に向ける前方後円墳であったが試掘調査後、開発によって破壊されている。竪穴式石室と見られる施設が確認されており、木棺の痕跡も存在した。遺物は硬玉製勾玉、碧玉製管玉、ガラス小玉、碧玉製の杵形品が出土した。
14号墳（駒ヶ谷宮山古墳）
全長65メートル、前方部を北北西に向けた前方後円墳。破壊される直前に大阪大学により調査されている。後円部に竪穴式石室1基、前方部に粘土槨2基が確認されている。竪穴式石室は壁体部分が完全に破壊され、基底部だけが残存していた。長さ約5メートルの粘土棺床に木棺を安置した痕跡があった。副葬品は硬玉製勾玉、碧玉製管玉、ガラス製小玉、石釧片、有孔石製品が出土した。また周辺には朱が遺存していた。また盗掘による攪乱土より鉄剣片なども出土している。前方部の1号粘土槨から、鉄刀1本、鉄剣1本、鉄斧1個が出土している。また、前方部の2号粘土槨からは倭製三角縁神獣鏡が出土している。
15号墳（西山古墳）
16号墳（伯太姫神社古墳）
- 5号墳 家形石棺
- 6号墳 東竪穴式石室
- 玉手山古墳群出土品
柏原市立歴史資料館展示。

## 築造時期
玉手山古墳群の主要部分を構成する上記の13基前後の前方後円墳は従来、古墳時代前期後半を中心とするものと評価されてきた。その後、金剛山地・生駒山地を隔てた、奈良盆地の前期古墳の調査が進み、また埴輪研究などの進展もあり、玉手山古墳群の形成は古墳時代前期前半に遡り、前期中頃には終息を迎えると考えられるようになっている。

## 関連文化財
安福寺境内所在石棺蓋
安福寺境内にいつのころからか割竹形石棺が置かれ、以前は手水鉢として利用されていた。1990年に重要文化財に指定され、覆屋が設けられて保存されている。長さ256センチ。棺の縁にそって直弧文が彫刻されている。石棺の身の部分ではないかという意見もあるが、一応、蓋の部分とされている。
安福寺横穴墓群
安福寺の参道をはさんで南北に35基以上の横穴墓が点在する。1基の横穴には騎馬人物などの線刻画がある。大阪府の史跡に指定されている。

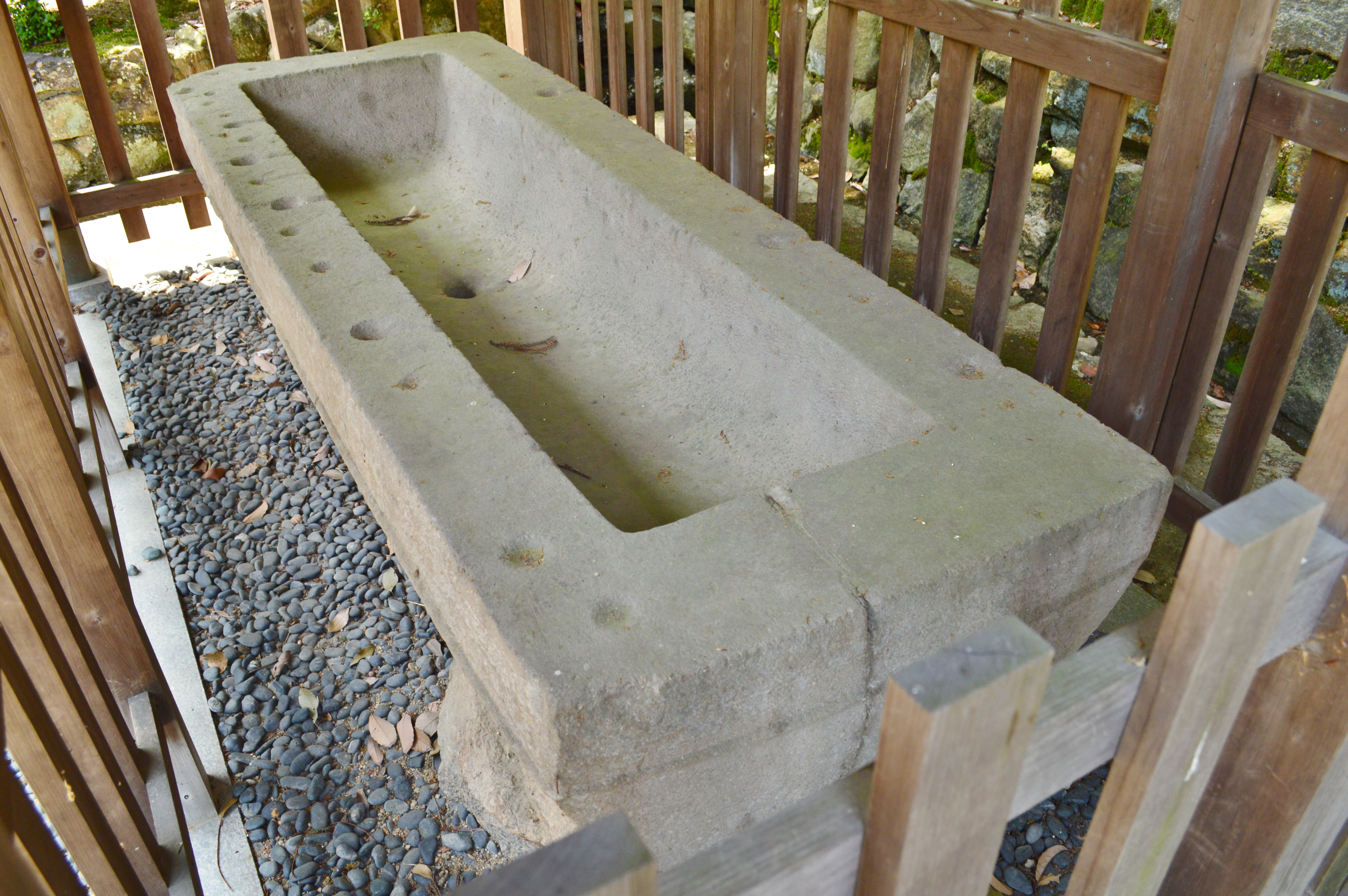
伝3号墳出土 割竹形石棺蓋
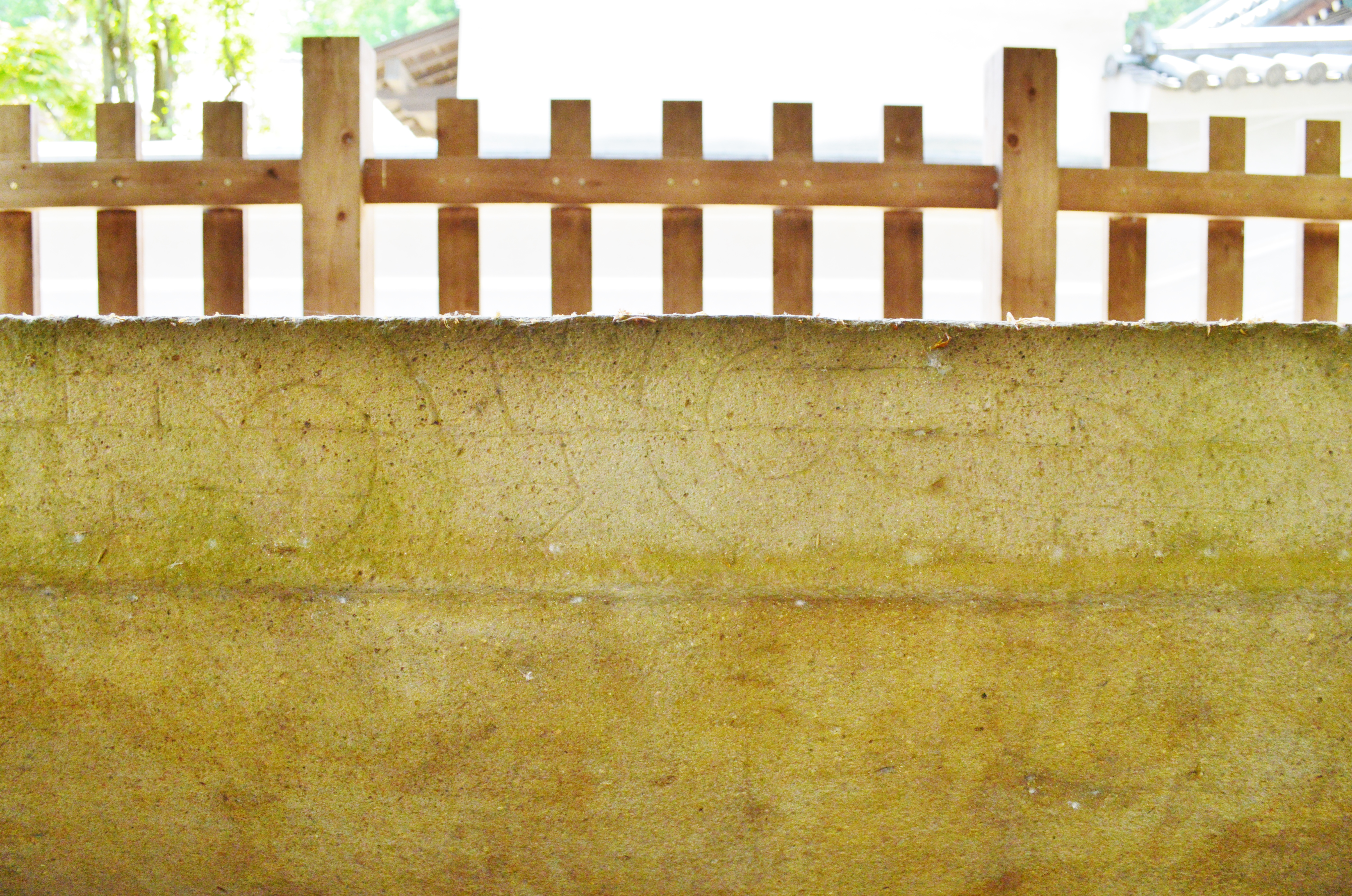
割竹形石棺蓋の直弧文
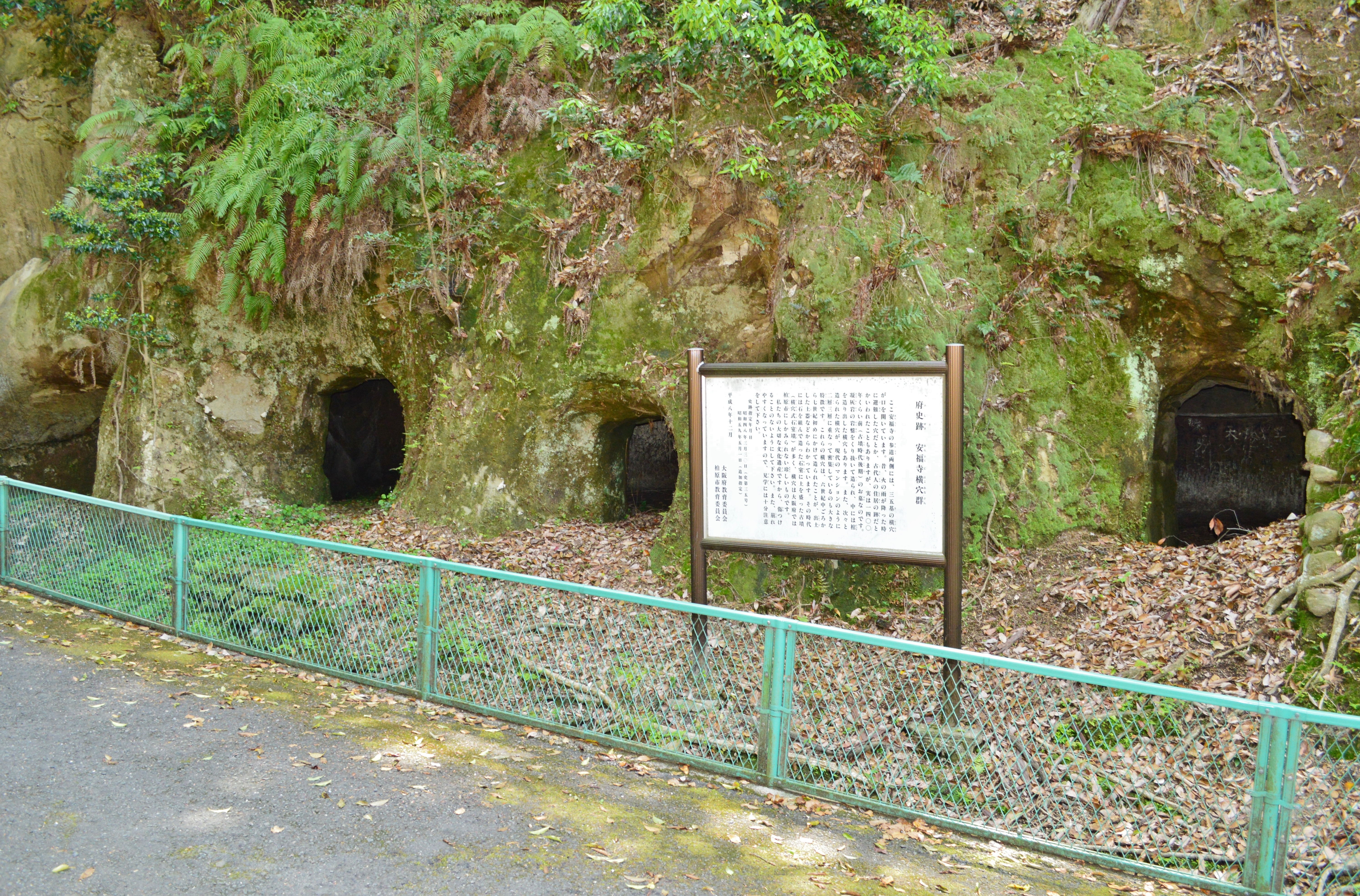
安福寺横穴群 南群
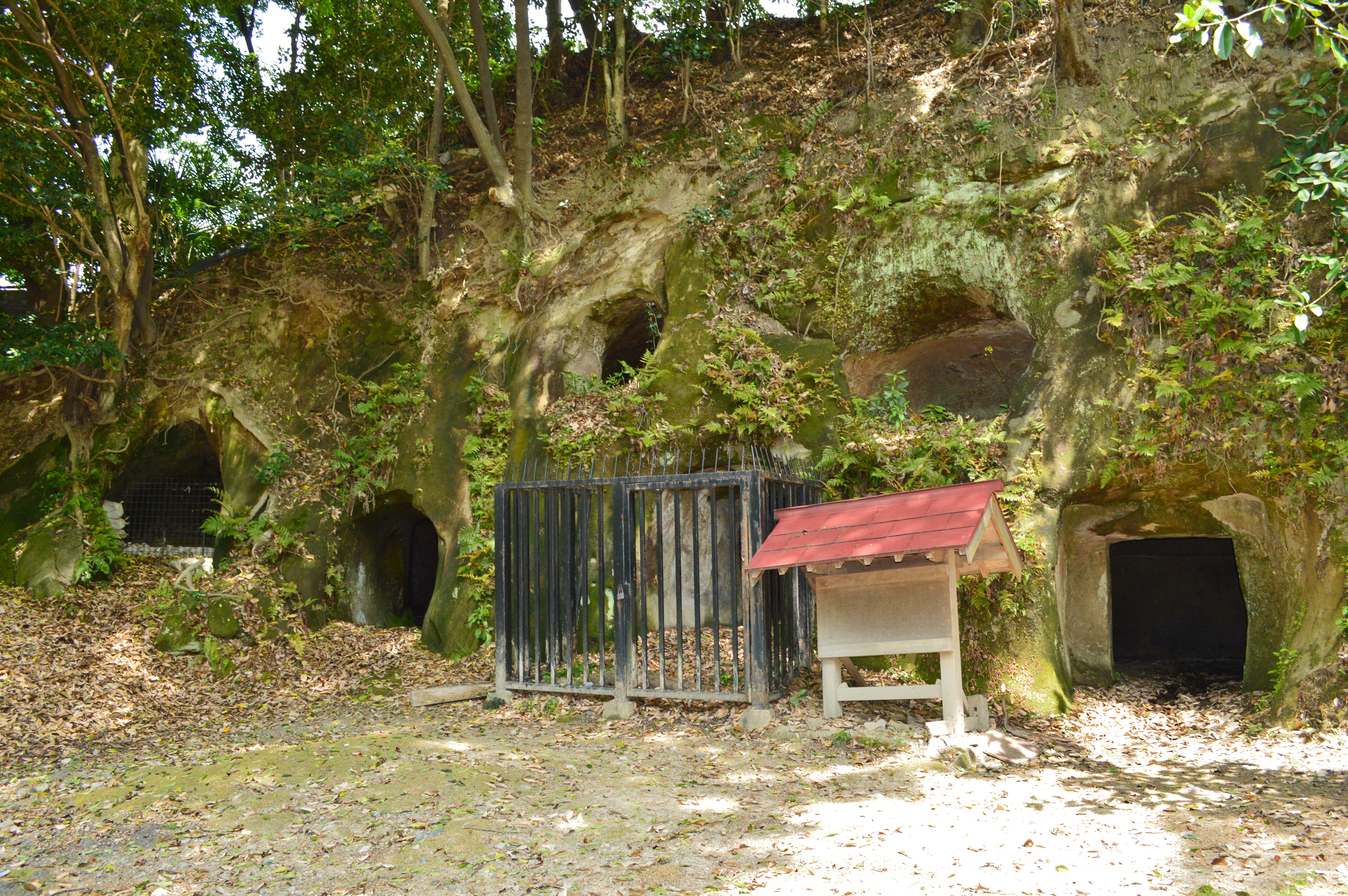
安福寺横穴群 北群